# Aartsengel

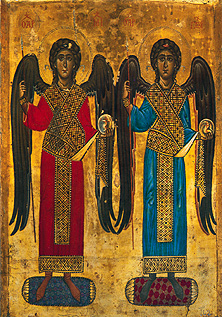
Aartsengelen Michaël en Gabriël op een icoon uit de 12e eeuw

Een aartsengel (Grieks: Αρχάγγελος, Archángelos, "opperboodschapper") is een engel die een bijzondere plaats inneemt. Aartsengelen komen voor in het jodendom, het christendom en de islam. De voornaamste aartsengelen zijn Michaël, Gabriël, Rafaël en Uriël. De meeste namen van aartsengelen eindigen op el, een verwijzing naar (de naam van) God.

## Geschiedenis van het concept
Tijdens en na de Babylonische ballingschap ontwikkelde het judaïsme zich steeds meer naar monotheïsme. Hiermee werd de afstand tussen JHWH en de individuele mens steeds groter en ontstond de behoefte de krachten die zij in het leven ondervonden op een andere wijze te personifiëren. Onder invloed van de Babylonische en vooral Perzische geloofssystemen ontwikkelde zich een uitgebreide angelologie, waarbij een steeds verder uitgewerkt systeem van hemelse functionarissen God assisteerden en klaarstonden om Zijn bevelen op te volgen. Langzamerhand ontwikkelde deze hemelse regering zich naar het patroon van een aardse regering, namelijk het indrukwekkende en goed georganiseerde Perzische hof. Uit de boeken die niet werden toegelaten tot de canonieke van de Hebreeuwse Bijbel blijkt dat de joden kennelijk geloofden in het bestaan van zeven aartsengelen (zie verderop). Deze zijn waarschijnlijk afgeleid van de Perzische zeven amsjaspands of amesja spentas, de zeven goddelijke wezens die tot het gevolg van de hoogste god Ahoera Mazda behoorden of de Babylonische ighigs of igigi, de zeven planetengeesten.

## Aartsengelen bekend in Bijbel en Koran
Het woord aartsengel komt niet in de Hebreeuwse Bijbel voor, ook niet in de uitgebreidere Griekse versie, de Septuagint. In het Nieuwe Testament wordt het woord aartsengel twee keer gebruikt, in 1 Tessalonicenzen 4:16 en in Judas 9.
De Koran kent een aantal bijzondere engelen, die veelal als boodschapper fungeren. Sommige daarvan komen ook in de Bijbel voor. Ook in de islam worden engelen gezien als geschapen wezens en worden ze niet vereerd of aanbeden, omdat alleen God vereerd of aanbeden mag worden.

### Michaël / Micha'il

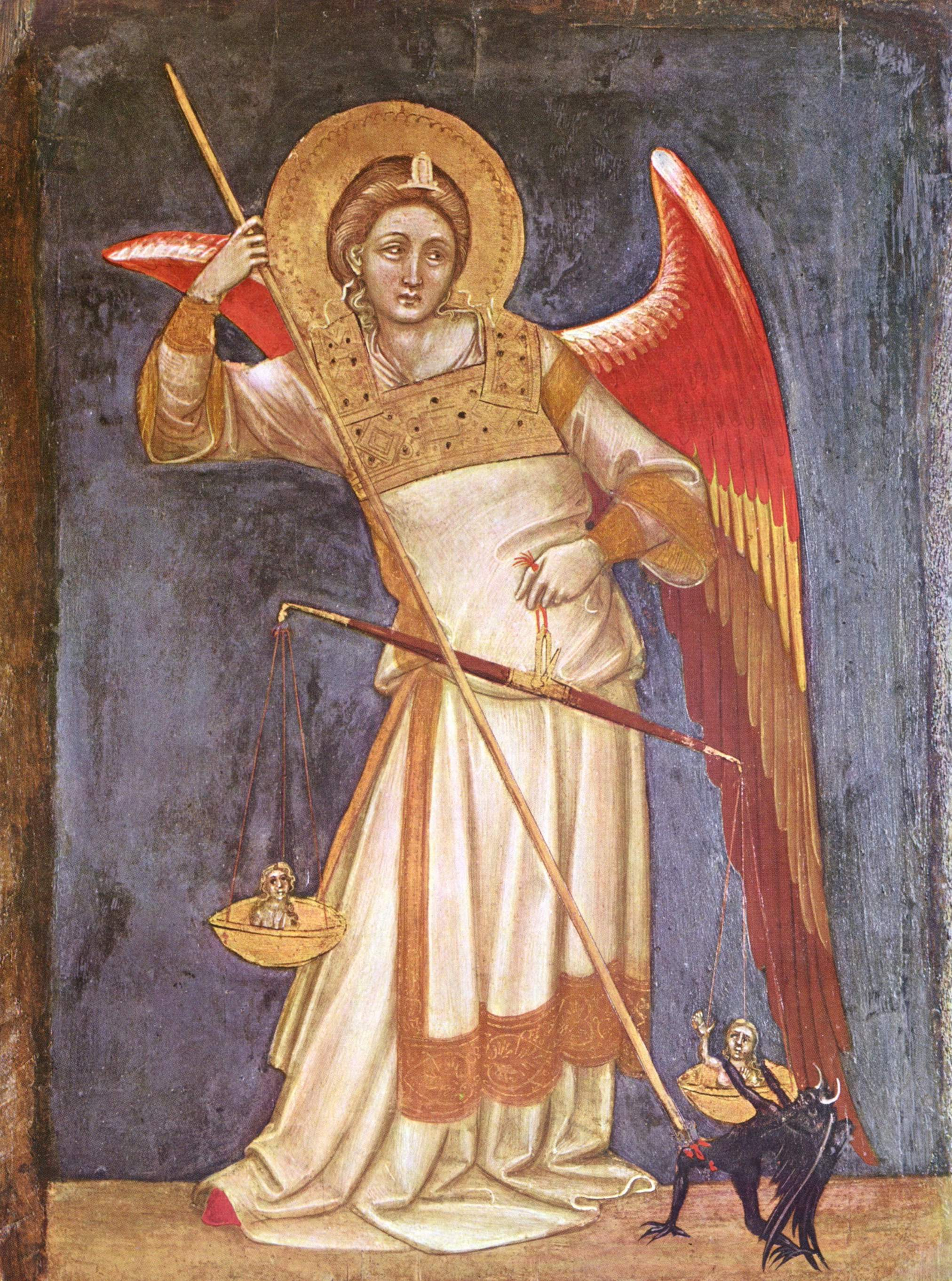
Aartsengel Michaël weegt een ziel, Guariento di Arpo, rond 1350

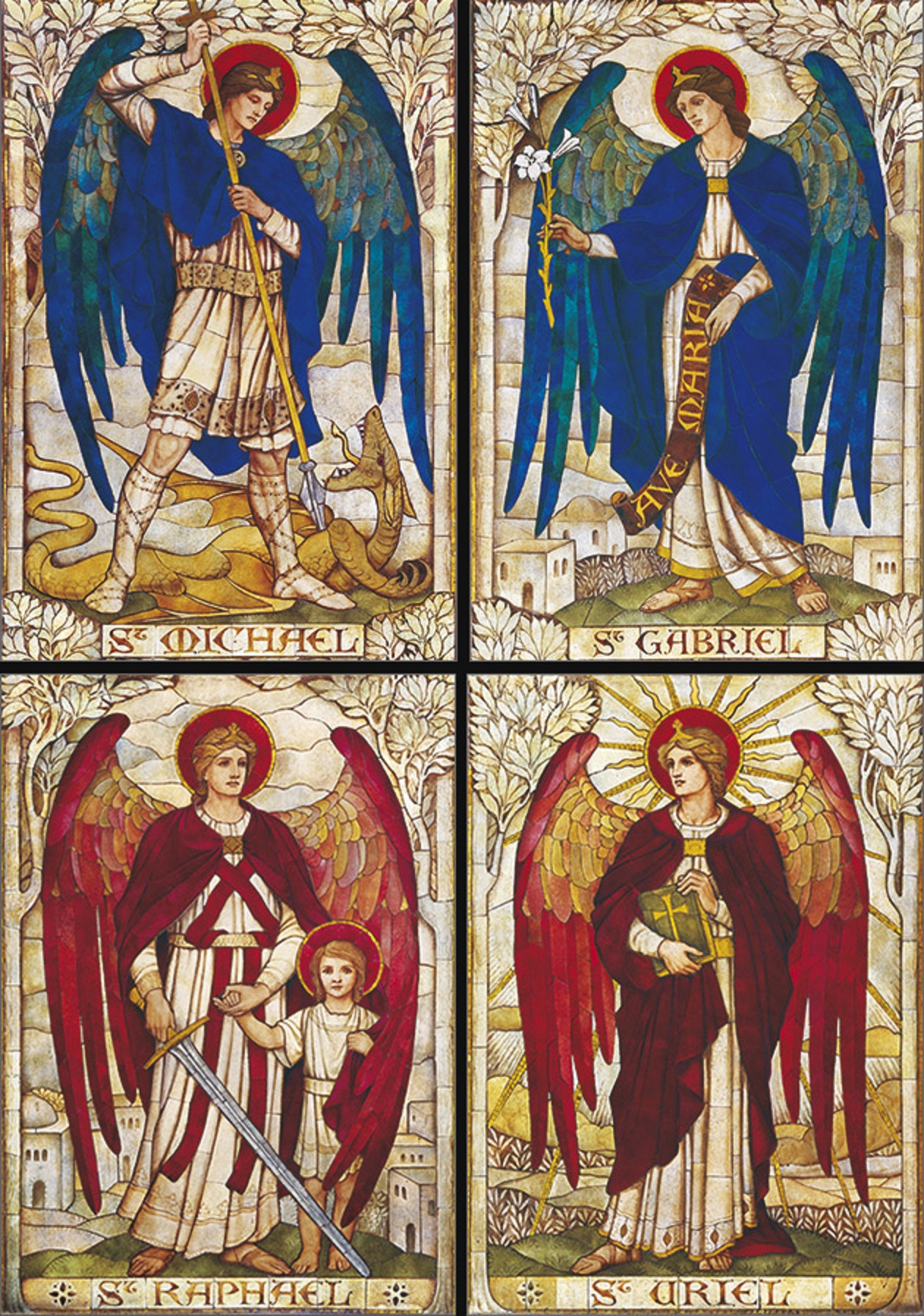
Mozaïeken van de vier aartsengelen: Michaël, Gabriël, Rafaël en Uriël, St John’s Church, Boreham, Wiltshire

In Daniël 12:1 wordt gezegd dat Michaël "de kinderen van [Daniëls] volk" (vaak geïnterpreteerd als de Israëlieten) in "die tijd" (de eindtijd) terzijde staat. In Openbaring 12:7-9 wordt gezegd: "Michaël en zijn engelen bonden de strijd aan met de draak". Dit wordt vaak zo geïnterpreteerd dat hij de leider is van de goddelijke legertroepen die strijd voeren met Satan. Hij wordt vaak afgebeeld met een zwaard in de hand. In Judas 9 wordt Michaël een aartsengel genoemd en wordt gezegd dat hij met de duivel twistte over het lichaam van Mozes.
Binnen het judaïsme wordt op basis van een lezing van Deuteronomium 32:8 soms aangenomen dat elk van de 70 in Genesis genoemde volken een beschermengel toegewezen kreeg, die de belangen van het toegewezen volk diende te verdedigen. Michaël zou de beschermengel van Israël zijn en daarmee buitengewoon belangrijk en machtig (zie bijvoorbeeld Jubileeën 15:32). Deze gedachte komt ook terug in Daniël 10:13 waar een engel tegen Daniël zegt: "Maar de vorst van het Perzische koninkrijk heeft mij eenentwintig dagen tegengehouden voordat Michaël, een van de voornaamste vorsten, mij te hulp schoot". De 'vorst van het Perzische koninkrijk' wordt geïnterpreteerd als de beschermengel van Perzië aan en wordt in macht en kracht overschaduwd door Michaël.
In de islam is hij bekend als Mikal of Mika'il, hij staat bekend als de gever van regen en voedsel. Samen met Djibriel was hij een van de eerste engelen die Gods bevel gehoorzaamden zich neer te werpen voor Adam. Hij zou zo geschrokken zijn bij het zien van de schepping van de hel dat hij daarna nooit meer lachte.

### Gabriël / Djibriel
In de Hebreeuwse Bijbel wordt Gabriël genoemd in Daniël 8:16 en 9:16, waar hij "iemand die eruit zag als een man" wordt genoemd en de opdracht kreeg Daniël zijn visioenen over de eindtijd uit te leggen. Om dit te doen, vloog "de man" Gabriël snel naar Daniël toe.
Volgens Lucas 1:19 kondigde Gabriël de geboorte van Johannes de Doper aan en volgens 1:26-38 aan Maria, de geboorte van Jezus, de annunciatie.
Hij is in de islam bekend als Djibriel, door wiens stem God zich aan Mohammed zou hebben geopenbaard. Djibriel begeleidde de profeet op zijn reis naar de hemel. Djibriel (of in de Turkse spelling: Cebrail) is de boodschapper tussen God en de profeten. Deze engel wordt in de islam als de belangrijkste van de Engelen beschouwd.

### Rafaël
In Tobit 12:15 stelt Rafaël zich als volgt voor: "Ik ben Rafaël, een van de zeven engelen die in de nabijheid van de troon van de Heer verkeren". Vanwege zijn rol in dit boek is Rafaël de beschermheilige van de reizigers en staat hij ook als de genezer bekend. Voor protestanten is dit een apocrief boek.
In de islam staat deze engel bekend onder de naam Israfil (alternatieve spellingen: Israfiel, Israfel). Volgens het islamitisch geloof zal deze engel op de Dag des oordeels twee keer op zijn bazuin blazen. Een eerste keer om het sterven aan te kondigen en een tweede keer om de wederopstanding aan te kondigen.

### Uriël
Volgens de joodse traditie regeert Uriël over de wereld van de gestorvenen. Hij wordt in een aantal apocriefe boeken genoemd: 1 Henoch en 4 Ezra. Verder ook in oude joodse Bijbelcommentaren (midrasj) en in kabbalistische geschriften. Zijn rol is vergelijkbaar met die van Israfil in de islam.
In de oosterse orthodoxie is Uriël de aartsengel die de mens aanspoort tot gebed en geldt hij als "verhelderaar van verduisterde geesten" (c.q. mensen wier verstand verduisterd is).

### Samaël
Samaël wordt voorgesteld als vorst van de demonen (Deuteronomium Rabbah 9:9, vergelijk Matteüs 9:34), een beschuldiger (satan), verleider en verwoester en wordt beschouwd als zowel goed als slecht. In sommige werken wordt hij gelijkgesteld aan Lucifer (zie hierna), de duivel voor zijn val. Rabbijnse literatuur beschrijft Samaël als de beschermengel van Esau en Edom (Jalkut Shimoni I.110) en de belangrijkste tegenstander van Michaël.

### Lucifer of Satan
Volgens sommigen is Satan de gevallen aartsengel Lucifer, die tezamen met een derde van de engelen (de gevallen engelen) in opstand kwam tegen God maar verloor. Volgens het christendom verleidde Satan de eerste mensen tot zonde en wordt hij ook de vijand van God genoemd. In de Koran heet Satan (Arabisch: Sjeitan) Iblis en werd hij vanwege zijn eigen arrogantie vervloekt en verworpen, omdat hij niet wilde buigen voor Adam. In de Koran staat niets over een opstand.

### Aartsengelen in apocriefe boeken
In de apocriefe boeken van de Hebreeuwse Bijbel komen de volgende vermeldingen van aartsengelen voor:
- In het Boek van Henoch worden in totaal zeven aartsengelen genoemd: 1. Uriël, 2. Rafaël, 3. Raguël, 4. Michaël, 5. Sariël, 6. Gabriël en 7. Jerameël. Iedere aartsengel heeft een specifieke taak. Uriël heeft bijvoorbeeld het opzicht over Sheol, Gabriël het opzicht over het Paradijs, de serafijnen en cherubijnen, Jerameël coördineert de opstanding, Michaël houdt toezicht op Israël, et cetera.
- In het Testament van Abraham worden twee aartsengelen genoemd die assisteren bij het oordelen van de zielen: Dokiël en Puriël.
- De Openbaring van Abraham noemt de aartsengel Jehoël als middelaar van Gods onuitsprekelijke naam.
- In het Testament van Salomo wordt beschreven hoe koning Salomo verschillende demonen ontmoet en aan elk van hen hun naam vraagt en welke engel machtiger is dan de demon zelf. Asmodeüs antwoordt dat hij wordt dwarsgezeten door de aartsengel Rafaël.
- In het Testament van de twaalf patriarchen ziet Levi in een visioen zeven mannen in witte kleding, de zeven aartsengelen, die hem stuk voor stuk wijden en hem tooien met de tekenen van zijn priesterschap, terwijl Michaël, "de engel die optreedt voor het volk van Israël" de hemelpoorten voor hem opent, waar hij de heilige tempel en de Allerhoogste op een glorierijke troon ziet.
- In de Hemelvaart van Mozes wordt Samaël genoemd, die in het judaïsme wordt beschouwd als aartsengel van de dood.
- In sommige overleveringen in het judaïsme komt de engel Azraël voor. Soms wordt gedacht dat hij een van de engelen is die de doden in de hel zou straffen. Hoewel sommige bronnen speculeren over een verband tussen Azraël en de menselijke priester Ezra, wordt hij meestal afgebeeld als een aartsengel, waarvan de geschiedenis ver teruggaat. In de joodse mystiek wordt hij gezien als de belichaming van het kwaad, niet per se kwaad of specifiek het kwaad zelf. Hij zal de laatste zijn die sterft. In een groot boek schrijft hij de namen van de pasgeborenen en wist hij de namen van de doden.
- Pseudo-Dionysius noemt Jofiël een van de "Zeven aartsengelen".[8] Jofiël is een zeldzaam voorbeeld van een vrouwelijke (aarts)engel. In Leven van Adam en Eva wordt zij Dina genoemd. Jofiël woont in de zevende hemel.[9]

## Philo
Philo noemde alle engelen logos (woord) en gebruikte de term aartsengel één keer, maar niet als substantief. In zijn werk Wie is de erfgenaam? vergeleek hij onder andere de wolk die tussen de Egyptenaren en de Israëlieten kwam te staan (Exodus 14:19) met de middelende functie van een specifieke engel, die hij beschreef als "aartsengelachtige en oudste logos (woord)." Er is geen consensus over de relatie van Philo's ideeën met de Logos (Woord) in Johannes 1.

## Aartsengelen alleen in de islam

### Azra'il
De doodsengel, ook wel bekend als Azraël, heeft na Gods bekendmaking aan Azraël, over de dood van een mens, een precies tijdstip en locatie om de ziel op te halen.

### Nakir en Munkar
De twee engelen Nakir en Munkar bezoeken de doden in hun graf, vragen naar de geloofsbelijdenis en straffen bij het uitblijven van een goed antwoord. Zij worden niet als aartsengelen getald, maar als ondergeschikt aan Azraël gezien.

## Aartsengelen in de kunst
Aartsengelen zijn voor veel kunstenaars in de geschiedenis een geliefkoosd onderwerp geweest. Zo debuteerde bijvoorbeeld Franz von Stuck op zijn Aartsengel, Der Wächter des Paradieses genaamd.

## Heiligenkalender
Op de synode van Mainz in 813 werd een officiële lijst van feestdagen van de Rooms-Katholieke Kerk aangenomen. Dit is de oudste bron waarin 29 september vermeld wordt als een feestdag voor de aartsengel Michaël. Op deze synode riep Karel de Grote de aartsengel Michaël uit tot de beschermheilige van het Karolingische rijk.
Volgens de huidige katholieke heiligenkalender is 29 september de feestdag van de aartsengelen Michaël, Gabriël en Rafaël.

## Andere visies
- In de nu niet meer bestaande Katholiek Apostolische Kerk was 'aartsengel' de benaming voor een ambt dat ongeveer vergelijkbaar was met dat van aartsbisschop in de Rooms-Katholieke Kerk.
- In de antroposofie van Rudolf Steiner spelen aartsengelen een grote rol als onderdeel van de derde hiërarchie (Angeloi, Archangeloi, Archai). Zij leiden, inspireren en behoeden de mens, ook in het verloop van het jaar. Gabriël is de kerstengel, Rafaël de paasengel, Uriël de engel die vooral rond Sint-Jan actief is (midzomer), en Michaël werkt vooral aan het begin van de herfsttijd, rond 29 september.